# Rød Aalborg (album)
 Denne artikel omhandler et musikalbum af Niarn. Opslagsordet har også en anden betydning, se Rød Aalborg.
Rød Aalborg er et album udgivet i 2010 af den danske rapper Niarn. Den handler om hans observationer af folk omkring sig. Pladen er ikke i så høj grad bygget op om hans eget liv, som hans tidligere plader har været. Dette skyldes, at han de sidste par år har levet et stille liv i Malmø. Pladen handler i høj grad om det at være fuld og diverse særheder i livet, og om hvad der sker, når man vågner op morgenen efter med tømmermænd.